# Pseudomyopa camrasi
Pseudomyopa camrasi är en tvåvingeart som beskrevs av Pearson 1974. Pseudomyopa camrasi ingår i släktet Pseudomyopa och familjen stekelflugor. Inga underarter finns listade i Catalogue of Life.